# ان‌جی‌سی ۴۷۹
ان‌جی‌سی ۴۷۹ (انگلیسی: NGC 479) یک کهکشان مارپیچی در صورت فلکی ماهی است. این کهکشان در ۲۷ اکتبر ۱۸۶۴ توسط ستاره شناس آلمانی آلبرت مارت کشف شد. این کهکشان حدود ۲۴۰ میلیون سال نوری از زمین فاصله دارد.